# 291 Dywizja Piechoty (III Rzesza)
291 Dywizja Piechoty (niem. 291. Infanterie-Division) – niemiecka dywizja z czasów II wojny światowej, uczestniczyła w ataku na Związek Radziecki, rozbita na Śląsku przez Armię Czerwoną.
Sformowana w Orzyszu na mocy rozkazu z 10 lutego 1940, w 8. fali mobilizacyjnej w I Okręgu Wojskowym. Od 22 czerwca 1941 uczestniczyła w ataku na Związek Radziecki. Brała udział w walkach o Lipawę bronioną przez 67 Dywizję Piechoty.
Pod koniec 1944 roku walczyła na przyczółku sandomierskim zajmując odcinek frontu w rejonie góry Szczytniak. Ofensywa radziecka rozpoczęta 12 stycznia 1945 zmusiła oddziały 291 DP oraz oddziały sąsiednich dywizji (88 DP i 168 DP) do odwrotu. W rejonie Częstochowy poległ dowodzący dywizją gen. Artur Finger. Rozbita przez Armię Czerwoną w czasie walk na Sląsku. Jej niedobitki wcielono m.in. do 6 Dywizji Piechoty.

## Dowódcy dywizji
- gen. mjr/gen.por. Kurt Herzog 7 II 1940 – 10 VI 1942;
- gen. por. Werner Göritz 10 VI 1942 – 15 I 1944;
- gen. mjr Oskar Eckholt 15 I 1944 – 10 VII 1944;
- gen. por. Artur Finger 10 VII 1944 – 27 I 1945;

## Struktura organizacyjna
- Skład w lutym 1940:

504., 505. i 506. pułk piechoty, 291. pułk artylerii, 291. batalion pionierów, 291. szwadron rozpoznawczy, 291. kompania przeciwpancerna, 291. oddział łączności;
- Skład w kwietniu 1943:

504. i 505. pułk grenadierów, 291. pułk artylerii, 291. batalion pionierów, 291. batalion rowerzystów, 291. oddział przeciwpancerny, 291. oddział łączności, 291. polowy batalion zapasowy;
- Skład w kwietniu 1944:

504., 505. i 506. pułk grenadierów, 291. pułk artylerii, 291. batalion pionierów, 291. batalion rowerzystów, 291. oddział przeciwpancerny, 291. oddział łączności, 291. polowy batalion zapasowy;